# Steven J. Oliver
Steven Jason Oliver (* 4. November 1952 in New York City, New York als Steven Oliva) ist ein US-amerikanischer Schauspieler und Synchronsprecher. Er ist Sänger der Jazz- und Rock-Band Moscoe on the Hudson.

## Leben
Oliver wurde am 4. November 1952 in New York City geboren. Er wuchs in einer Musikerfamilie auf: Seine Mutter war eine Sängerin, sein Vater ein Saxophonist. Mit 15 Jahren debütierte er als Kinderdarsteller in einer Episode der Fernsehserie Heiße Spuren als Schauspieler. Erst 1989 folgte im Fernsehfilm Allein gegen Al Capone seine zweite Mitwirkung in einer Fernsehproduktion. Ab demselben Jahr bis Mitte der 1990er Jahre folgten überwiegend Episodenrollen in unter anderen den Fernsehserien Ein Engel auf Erden, Hunter oder Palm Beach-Duo, er wirkte allerdings auch in Filmen wie Neugier tötet, Nameless – Total Terminator und Mask of Murder 2 (Doppelgänger). 1996 stellte er in insgesamt 14 Episoden der Fernsehserie General Hospital die Rolle des Harper dar. 2006 wirkte er in fünf Episoden der Fernsehserie Charmed – Zauberhafte Hexen in der wiederkehrenden Rolle des Asmodeus mit. 2024 stellte er im vom Filmstudio The Asylum produzierten Mockbuster Ape X Mecha Ape: New World Order die Rolle des Fleer dar.
Als Theater- und Musiktheaterschauspieler trat er unter anderen am Off-Broadway in New York City, Equity-Produktionen in Los Angeles, oder eine Tour durch die Eastern Seaboard im Beloved Musical Oliver auf. 2020 lieh er seine Stimme dem Charakter Frank Colletti im Computerspiel Mafia: Definitive Edition.

## Filmografie (Auswahl)
- 1967: Heiße Spuren (N.Y.P.D., Fernsehserie, Episode 1x12)
- 1989: Allein gegen Al Capone (The Revenge of Al Capone, Fernsehfilm)
- 1989: Ein Engel auf Erden (Highway to Heaven, Fernsehserie, Episode 5x12)
- 1989: Matlock (Fernsehserie, Episode 4x09)
- 1990: Neugier tötet (Curiosity Kills, Fernsehfilm)
- 1990: Hunter (Fernsehserie, Episode 7x01)
- 1991: The New Adam-12 (Fernsehserie, Episode 1x24)
- 1991: Nameless – Total Terminator (Timebomb)
- 1993: Mask of Murder 2 (Doppelgänger) (Doppelganger)
- 1995: Palm Beach-Duo (Fernsehserie, Episode 5x09)
- 1996: General Hospital (Fernsehserie, 14 Episoden)
- 1996: Night Affairs (Women: Stories of Passion, Fernsehserie, Episode 1x13)
- 1998: Air America (Fernsehserie, Episode 1x07)
- 1999: Forbidden Sins
- 2000: Die glorreichen Sieben (The Magnificent Seven, Fernsehserie, Episode 2x09)
- 2005: Carnivàle (Fernsehserie, Episode 2x07)
- 2005: Shattered Bits (Kurzfilm)
- 2006: Cold Case – Kein Opfer ist je vergessen (Cold Case, Fernsehserie, Episode 3x11)
- 2006: Art School Confidential
- 2006: The Falling Man (Kurzfilm)
- 2006: Charmed – Zauberhafte Hexen (Charmed, Fernsehserie, 5 Episoden)
- 2007: Passions (Fernsehserie, Episode 9x18)
- 2008: Nip/Tuck – Schönheit hat ihren Preis (Nip/Tuck, Fernsehserie, Episode 5x13)
- 2011: CSI: Den Tätern auf der Spur (CSI: Vegas, Fernsehserie, Episode 11x12)
- 2014: Shock Value
- 2015: The Pinhole Affect (Kurzfilm)
- 2022: Neo’s Cleaning Service (Kurzfilm)
- 2022: American Horror Stories (Fernsehserie, Episode 2x04)
- 2024: Ape X Mecha Ape: New World Order

## Synchronisationen (Auswahl)
- 2020: Mafia: Definitive Edition (Computerspiel)